# Heinz Hermann (Fussballspieler)
Heinz Hermann (* 28. März 1958 in Zürich) ist ein ehemaliger Schweizer Fussballspieler und -trainer.

## Spieler
Heinz Hermann wechselte am 1. Juli 1977 innerhalb der Stadt vom FC Seefeld Zürich zum Grasshopper Club Zürich. Dort wurde er viermal Meister und einmal Cupsieger. Am Ende der Saison 1984/85 wechselte er zu Neuchâtel Xamax. Weitere Stationen des Mittelfeldspielers waren der Servette FC und der FC Aarau. Von 1984 bis 1988 wurde er fünfmal in Folge zum Fussballer des Jahres gewählt. Im Verlaufe seiner Karriere gewann er sechs Meistertitel und wurde einmal Cupsieger.
Mit 118 Länderspielen (15 Tore) zwischen 1978 und 1991 für die Schweiz war er jahrzehntelang Rekordhalter und wurde erst im Jahr 2023 von Granit Xhaka übertroffen. Sein erstes Länderspiel absolvierte Hermann im September 1978 beim 2:0-Sieg gegen die USA. Im November 1991 beendete er nach einer 0:1-Niederlage gegen Rumänien seine Länderspielkarriere. Da sich die Nationalmannschaft während seiner Aktivzeit nie für Endrunden der Welt- oder Europameisterschaften qualifizieren konnte und er nie in einem ausländischen Verein spielte, ist er ausserhalb der Schweiz relativ unbekannt.

## Trainer
Seine Stationen als Trainer waren zuerst der SR Delémont (als Trainer) und der FC Basel (zuerst Sportdirektor, dann Interimstrainer, U-21-Trainer und U-17-Trainer).
In der Saison 2007/08 trainierte Hermann den Challenge-League-Verein FC Vaduz und stieg in die Axpo Super League auf. Er trat die Nachfolge von Hanjo Weller an, welcher nach der Entlassung von Mats Gren interimsweise den Trainerposten übernommen hatte. Am 4. November 2008 gab der FC Vaduz Hermanns Beurlaubung bis zum Vertragsende bekannt. Ersetzt wurde er durch den ehemaligen deutschen Nationalspieler Pierre Littbarski.
Von 2012 bis 2013 war Hermann für 9 Monate Sportchef beim FC Luzern.
Er betreibt mit seiner Frau eine Ferienanlage auf Ibiza.